# 地獄の鍋
『地獄の鍋』（じごくのなべ、フランス語: Le Chaudron infernal、英語: The Infernal Cauldron）とは、1903年にジョルジュ・メリエスが監督したフランスの短編サイレントのトリック映画である。メリエスの映画会社スター・フィルムからリリースされ、作品カタログには499-500番というカタログ番号が付けられている。

## あらすじ
悪魔の仮面と歪んだ紋章が飾られた中世風の部屋にて、2人のサタンが笑顔で鍋の準備をしているところから映像は始まる。まず、片方のサタンが貴族の女性を連れてきて、もう1人のサタンに引き渡す。そのサタンが女性を布で包み、鍋に布ごと女性を投入すると、鍋から大きな炎が上がり大喜びする。次に、もう1人のサタンが2人の従者を引き連れ、1人を後ろの椅子に拘束し、もう1人をサタンに渡す。サタンは体を持ち上げて鍋に入れ、炎が上がると鍋の周りを回って喜んだ。その後、椅子に拘束した従者をそのまま鍋に投入し、鍋は炎を上げる。もう1人のサタンが鍋の中身をかき回すと、3人の幽霊が順々に鍋から現れる。幽霊は火の玉となり、サタンに襲い掛かる。焦ったサタンは自ら鍋に入り、炎が上がって映像は終了する。

## 製作
メリエスは、自身が経営する映画会社スター・フィルムの作品カタログでベルフェゴールと紹介されている悪魔を演じた。この作品で使用された特殊効果は、花火（パイロテクニクス）、多重露光、ソフト・フォーカス、ストップ・トリックである。

## バージョン
メリエスが1903年以前に製作した映画のうち、特に人気のあった月世界旅行は多くの海賊版が製作され、市場に流通するようになった。これによりアメリカ合衆国での興行収入が減少したため、メリエスは海賊版対策としてスター・フィルムのアメリカ支社を開設し、それ以降は欧州向けとアメリカ向けにそれぞれ別のネガフィルムを作るようになった。それぞれのネガフィルムを作成するために、メリエスは2つのレンズと2つのフィルムリールを同時に使うことができる特殊なカメラを開発した。
2000年代に入り、フランスの映画会社であるロブスター・フィルムズの研究者たちが、メリエスによる2つのレンズを利用した撮影システムは意図的ではないものの、ステレオカメラの機能を模した物であり、2つのフィルムを合わせて放映することで3D映像のような効果をもたらすことを発見した。本作の3Dバージョンは、ロブスター・フィルムズ創業者のセルジュ・ブロンベルグにより、2010年1月にシネマテーク・フランセーズで行われたプレゼンテーションで、別のメリエス作品『デルフォイのお告げ』（1903年）の3Dバージョンとともに公開された。それらを鑑賞した映画評論家のクリスティン・トンプソンは、「3Dの効果は素晴らしかった…まるでメリエスが最初から3D映像として製作したように見える」と賞賛した。ブロンベルグは、2011年9月に映画芸術科学アカデミーで行われたプレゼンテーションでも、上記の2本の映画に加えて、同じく3Dバージョンにしたメリエス作品『錬金術師パラファラガラムスあるいは地獄の蒸留器』（1906年）を上映した。